# OPERA

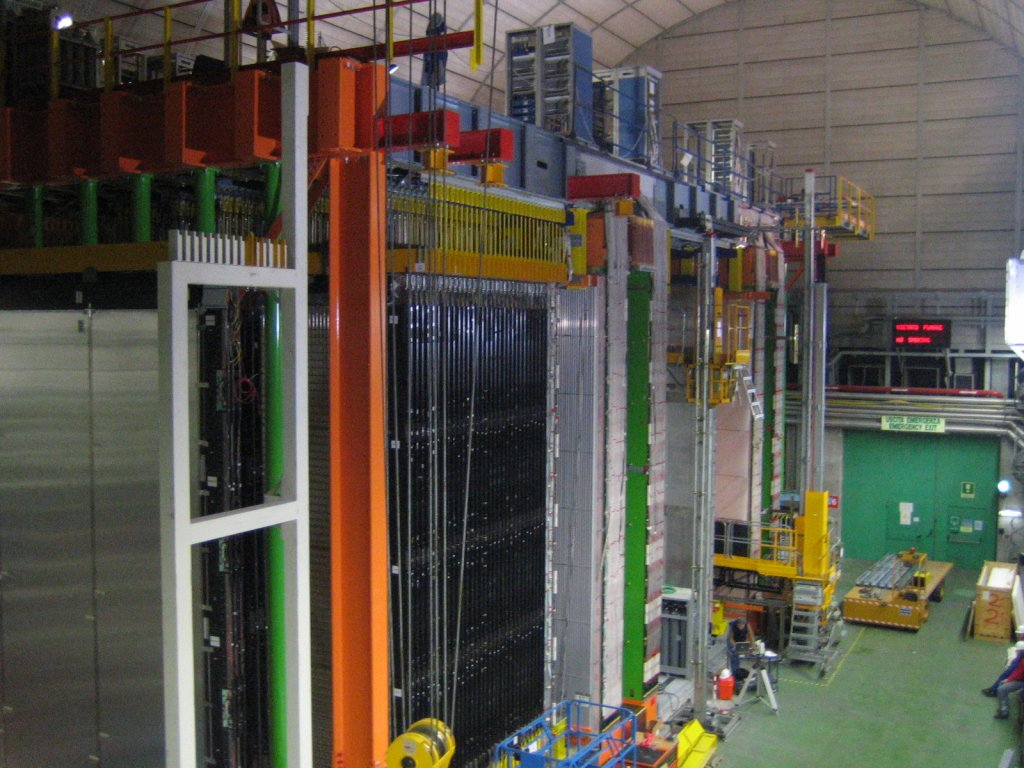
O detector OPERA

OPERA (acrônimo de Oscillation Project with Emulsion-tRacking Apparatus) é um experimento internacional projetado na Europa, com o objetivo de estudar os neutrinos.
As experiências são realizadas no CERN, na Suiça.